# Fabbriche di Vallico

Fabbriche di Vallico es una fracción del municipio italiano de Fabbriche di Vergemoli en la provincia de Lucca, región de Toscana, con 503 habitantes.
Fue un municipio autónomo hasta el 1 de enero de 2014, fecha en la que se fusionó con Vergemoli para formar el municipio de Fabbriche di Vergemoli.

## Evolución demográfica
| Gráfica de evolución demográfica de Fabbriche di Vallico entre 1861 y 2001 |
|                                                                            |
| Fuente ISTAT - Elaboración gráfica por parte de Wikipedia                  |